# Manfred I de Sicília
Manfred I de Sicília (Venosa, Itàlia, 1232 - Benevento, Itàlia, 1266) fou regent de Sicília (1254-1258) i rei de Sicília (1258-1266).

## Orígens familiars
Fill bastard de l'emperador Frederic II d'Alemanya i la seva amistançada Bianca Lancia. Fou germanastre del també emperador Conrad IV d'Alemanya, i germà d'Enzo rei de Sardenya i de Constança II de Hohenstaufen, esposa de l'emperador Joan III.

## Ascens al tron
Frederic II nomenà Manfred fill legítim el 1233, i per exprés desig seu fou nomenat príncep de Tàrent, duc de Benevento i de Nàpols, i posteriorment representant de la corona imperial a Itàlia.
A la mort del seu germanastre Conrad IV d'Alemanya el 1254, Manfred, després de refusar entregar l'illa de Sicília al Papa Innocenci IV, va acceptar la regència en nom de Conradí de Sicília, fill de Conrad. La força del partit papal al regne sicilià fou tan gran que la regència de Manfred fou molt precària, decidint obrir negociacions amb el Summe Pontífex. Per un tractat de setembre de 1254, Pulla va passar a formar part dels feus d'Innocenci IV, el qual hi viatjà acompanyat de Manfred. Però el 2 de desembre d'aquell any Manfred revocà l'acord i derrotà les tropes papals amb l'ajut dels sarraïns a Foggia, establint la seva autoritat sobre l'illa de Sicília i les posicions continentals del Regne.
Manfred feu córrer el 1258 el rumor que Conradí havia mort, i es feu coronar rei el 10 d'agost d'aquell any a Palerm. La falsedat de la informació es va posar de manifest ben aviat però el nou rei, amb el suport de la veu popular, va declinar abdicar i s'assentà en el tron sicilià. El Papa, a qui l'aliança amb els sarraïns de Manfred la veié com una gran ofensa a la religió cristiana, va declarar nul·la la coronació de Manfred i l'excomunicà.
El poder creixent de Nicea al sud dels Balcans i la intenció de Miquel VIII Paleòleg, de recuperar Constantinoble, van conduir a la formació d'una coalició en 1258 entre el dèspota de l'Epir Miquel II Comnè Ducas, Guillem II d'Acaia, i Manfred de Sicília, per prendre Tessalònica, però les rivalitats entre els epirotes i els seus aliats llatins van causar que els epirotes abandonessin els llatins la vigília de la batalla i que el fill bastard de Miquel II, Joan Ducas, va passar al bàndol nicè. Els niceus van atacar els llatins els van derrotar a la batalla de Pelagònia en 1259, mentre que molts nobles, inclòs Villehardouin, van ser fets captius marcant el principi de la fi del predomini llatí a Grècia.
Manfred I va organitzar una coalició amb la Itàlia central i nord contra el poder papal, així juntament amb els gibel·lins de Siena van derrotar els güelfs de Florència el 4 de setembre de 1260. Els florentins va reconèixer llavors Manfred com a protector de la Toscana. Davant aquest fet, el nou Papa Urbà IV demanà ajuda a Carles I d'Anjou, germà del rei Lluís IX de França, oferint-li la corona de Sicília a canvi d'expulsar Manfred dels feus papals del sud d'Itàlia. Veient l'arribada de Carles d'Anjou a Sicília, Manfred va publicar el Manifest als Romans, on no solament defensava el seu regnat sobre Itàlia sinó que també demanava per a ell la corona imperial. El 26 de febrer de 1266 a la batalla de Benevent Manfred fou derrotat i mort per les tropes franceses.
El cos del rei fou enterrat al camp de batalla, i fou dipositat sobre ell un gran nombre de pedres. Posteriorment, però, amb el consentiment del Papa les seves restes foren desenterrades per traslladar-les fora dels límits del Regne de Sicília (insular i peninsular]), així com dels estats papals, sent enterrat de nou al riu Garigliano, al regne de la Itàlia central.

## Núpcies i descendents
Es casà el 21 d'abril de 1247 amb Beatriu de Savoia, filla d'Amadeu IV de Savoia. D'aquesta unió nasqué:
- la princesa Constança II de Sicília (1248-1302), reina de Sicília, casada el 1262 amb Pere III d'Aragó

El 1258 es casà, en segones núpcies, amb Elena de l'Epir, filla de Miquel II de l'Epir. D'aquesta unió nasqueren:
- el príncep Frederic de Sicília (1259-v 1312)
- la princesa Beatriu de Sicília (1260-1271)
- el príncep Anselm de Sicília (1261-1301)
- el príncep Enric de Sicília (1264-1318)
- la princesa Flora de Sicília (v 1266-1297)

## Mecenatge
Manfred tingué ocasió de participar en la cort de Frederic II i conèixer els poetes de l'Escola Siciliana i escriure ell mateix poesia.
Tot i que no es pot comparar amb la del seu pare, tingué una certa activitat com a mecenes, intentant perpetuar l'Escola Siciliana. És un encàrrec seu la coneguda com a Bíblia de Manfred, un bell còdex miniat del segle xii copiat per l'escrivà Johensis i fet a Nàpols entre 1250 i 1258.